# Stenungsöbron
Stenungsöbron är den minsta av de tre broar som förbinder Stenungsund på fastlandet med ön Tjörn i Bohuslän.
År 1960 invigdes tre broar, varav Stenungsöbron går från Stenungsund över till Stenungsön, Källösundsbron förbinder Stenungsön med Källön, och Almöbron, (ersatt av Tjörnbron), går mellan Källön och Almön på Tjörn. Vägen längs broarna är länsväg 160.